# Хисматуллин, Денис Римович
Дени́с Ри́мович Хисмату́ллин (род. 28 декабря 1984, Нефтекамск, Башкортостан) — российский шахматист, гроссмейстер (2004), гроссмейстер России (24 февраля 2011). Первый гроссмейстер из Башкирии.
Обладатель Кубка России 2005. Победитель Мастер Опен 2006 в Воронеже, бронзовый призёр Высшей лиги чемпионата России 2009, серебряный призёр Высшей лиги чемпионата России 2010. Бронзовый призёр Суперфинала чемпионата России 2014. Трёхкратный победитель командного чемпионата России (2009, 2012, 2017).
Участник двух Кубков мира (2013, 2015).

## Биография
Родился 28 декабря 1984 года в Нефтекамске. В шахматы сначала играл с друзьями и часто обыгрывал их. Они записались в шахматный клуб, Хисматуллин поступил также. Занимался с Александром Ивановичем Голубковым, с 14 лет начал учиться у Владимира Николаевича Старцева. В 2001 году завоевал серебряную медаль на чемпионате мира до 16 лет.
Учился в Уфимском государственном нефтяном техническом университете по специальности «бурение скважин». Первые годы учёбы редко играл в шахматы, но в 2004 году принял участие в турнире в Серпухове и получил норму гроссмейстера.
Награждён премией Fair Play от ОКР.
Был секундантом Дмитрия Яковенко, сейчас входит в тренерский штаб Сергея Карякина.
В январе 2014 года сыграл товарищеский матч из восьми партий с Салемом Салехом и выиграл со счётом 7-1. Благодаря успешным выступлениям в 2013—2014 годах Хисматуллин набрал рейтинг ФИДЕ 2700 за март 2014 года и занял 34-е место в мире.

В 2015 году сыграл партию с Павлом Эльяновым, которая стала 6-й партией года.
[Event "16th ch-EUR Indiv 2015"]
[Site "Jerusalem ISR"]
[Date "2015.03.06"]
[Round "10.3"]
[White "Khismatullin, D."]
[Black "Eljanov, P."]
[Result "1-0"]
[GameId "n5HFbioV"]
[WhiteElo "2653"]
[BlackElo "2727"]
[Variant "Standard"]
[TimeControl "-"]
[ECO "E46"]
[Opening "Nimzo-Indian Defense: Reshevsky Variation"]
[Termination "Unknown"]
[Annotator "lichess.org"]
1. d4 Nf6 2. c4 e6 3. Nc3 Bb4 4. e3 O-O 5. Ne2 Re8 6. a3 Bf8 7. Ng3 d5 8. Be2 a6 9. O-O c5 10. dxc5 Bxc5 11. cxd5 exd5 12. Bf3 Be6 13. b4 Bd6 14. Bb2 Be5 15. Na4 Bxb2 16. Nxb2 Nc6 17. Nd3 Qb6 18. Rc1 a5 19. Rb1 axb4 20. axb4 Rad8 21. b5 Na5 22. Ne2 Ne4 23. Ndf4 Nc4 24. Bxe4 dxe4 25. Nd4 Bc8 26. Rc1 Ne5 27. Qb3 Qh6 28. Rc5 b6 29. Rd5 Bb7 30. Rxd8 Rxd8 31. Rd1 Qg5 32. Kf1 g6 33. h3 Nd3 34. Nc6 Bxc6 35. bxc6 Qc5 36. Qa4 Kg7 37. Qa1+ Kg8 38. Qa4 Rd6 39. Qa8+ Kg7 40. Qa1+ Kh6 41. Nxd3 exd3 42. Qh8 Qc2 43. Qf8+ Kg5 44. Kg1 Qxd1+ 45. Kh2 Rxc6 46. Qe7+ Kh6 47. Qf8+ Kg5 48. Qxf7 Rf6 49. f4+ Kh6 50. Qxf6 Qe2 51. Qf8+ Kh5 52. Qg7 h6 53. Qe5+ Kh4 54. Qf6+ Kh5 55. f5 gxf5 56. Qxf5+ Kh4 57. Qg6
С февраля 2025 года — президент Федерации шахмат Республики Крым.

## Инциденты
Поддержал российское вторжение на Украину, однако против него не были введены санкции со стороны ФИДЕ, в отличие от Сергея Карякина. В начале марта 2024 года Карякин посетил Башкирию и сказал, что Хисматуллин является его давним тренером и знакомым.
В конце 2023 года Хисматуллин принял участие в чемпионате мира по рапиду и блицу. В первом туре встретился с Яном-Кшиштофом Дудой. Перед партией Хисматуллин протянул ему руку, но тот отказался её пожать. После партии, которая завершилась вничью, Хисматуллин не стал подавать каких-либо жалоб, а позднее подробно описал своё отношение к данному инциденту, в частности отметив, что и в следующий раз подаст польскому шахматисту руку:

…скажу, что если мне представится случай ещё раз сыграть с Дудой, то я снова подам руку перед партией, но не потому что я такой глупый и наивный, и не для хайпа, а потому что так меня учил поступать отец, когда обучал шахматам в раннем детстве, так меня учил поступать первый тренер… Есть понятия, которые мы проносим через всю нашу жизнь.
В марте 2024 года экс-чемпион мира Владимир Крамник был дисквалифицирован на 3 месяца за игру с аккаунта Хисматуллина на сhess.com. Игра с чужого аккаунта является грубым нарушением условий платформы, поэтому Хисматуллин был на неопределённый срок отстранён от участия в турнирах, проводимых сhess.com.

## Спортивные достижения
| Год  | Город           | Турнир                                                                        | + | − | = | Очки     | Место    | Ист.          |
| ---- | --------------- | ----------------------------------------------------------------------------- | - | - | - | -------- | -------- | ------------- |
| 2006 | Москва          | 59-й чемпионат России                                                         | 3 | 4 | 4 | 5 из 11  | 8-10     | [ 24 ]        |
| 2009 | Москва          | 62-й чемпионат России                                                         | 2 | 3 | 4 | 4 из 9   | 6        | [ 25 ]        |
| 2011 | Москва          | Аэрофлот Опен А                                                               | 3 | 0 | 6 | 6 из 9   | 3-9      | [ 26 ]        |
| 2013 | Санкт-Петербург | Мемориал Чигорина                                                             | 5 | 0 | 4 | 7 из 9   | 1-11     | [ 27 ]        |
| 2013 | Ханты-Мансийск  | IX Кубок Губернатора Югры                                                     | 4 | 0 | 5 | 6½ из 9  | 1        | [ 28 ]        |
| 2014 | Таганрог        | Мемориал Владимира Дворковича                                                 | 6 | 0 | 3 | 7½ из 9  | 1        | [ 29 ]        |
| 2014 | Москва          | Суперфинал чемпионата России                                                  | 2 | 2 | 5 | 4½ из 9  | 3-7      | [ 30 ]        |
| 2015 | Иерусалим       | Чемпионат Европы                                                              | 5 | 0 | 6 | 8 из 11  | 2-4      | [ 31 ]        |
| 2015 | Ханты-Мансийск  | Гран-при России по рапиду                                                     | 8 | 1 | 6 | 11 из 15 | 1-2      | [ 32 ]        |
| 2015 | Казань          | 37 Кубок Рашида Нежметдинова                                                  | 6 | 1 | 2 | 7 из 9   | 1        | [ 33 ]        |
| 2016 | Ханты-Мансийск  | Кубок России                                                                  | 4 | 1 | 3 | 5½ из 8  | 2        | [ 34 ]        |
| 2017 | Сочи            | 70-й чемпионат России, высшая лига                                            | 4 | 3 | 2 | 5 из 9   | 15-26    | [ 35 ] [ 36 ] |
| 2017 | Москва          | Аэрофлот Опен А                                                               | 4 | 1 | 3 | 5 из 8   | 19       | [ 37 ]        |
| 2018 | Москва          | Суперфинал чемпионата России                                                  | 0 | 5 | 6 | 3 из 11  | 12       |               |
| 2019 | Москва          | Аэрофлот Опен А                                                               | 3 | 1 | 5 | 5½ из 9  | 14       | [ 38 ]        |
| 2020 | Сочи            | 73-й чемпионат России, высшая лига                                            | 3 | 1 | 5 | 5½ из 9  | 9-14     | [ 39 ] [ 40 ] |
| 2022 | Москва          | Кубок ГК «Регион»                                                             | 2 | 2 | 5 | 3 из 9   | 10       | [ 41 ]        |
| 2023 | Сочи            | 30-й командный чемпионат России, Премьер-лига (за команду Московской области) | 1 | 2 | 6 | 4 из 9   | 3 (ком.) | [ 43 ] [ 44 ] |
| 2024 | Москва          | Аэрофлот Опен А                                                               | 4 | 3 | 2 | 5 из 9   | 41       | [ 45 ]        |
| 2024 | Сочи            | Командный чемпионат России                                                    | 2 | 2 | 3 | 3½ из 6  | 15       | [ 46 ]        |
| 2024 | Москва          | Moscow Open A                                                                 | 5 | 0 | 4 | 7 из 9   | 3-7      | [ 47 ]        |